# Wykaz mistrzów w rozgrywkach regionalnych Wielkopolskiego Związku Piłki Nożnej
Wykaz mistrzów rozgrywek regionalnych na szczeblu Wielkopolskiego (wcześniej Poznańskiego) Związku Piłki Nożnej - lista klubów, które zostawały mistrzami najwyższych klas rozgrywkowych prowadzonych na szczeblu danego okręgu

## Lata 1947-1952
W sezonach 1947/1948-1949/1950 najwyższą klasą rozgrywkową w Wielkopolsce była klasa A (trzeci poziom rozgrywek). Nie były to już rozgrywki najsilniejszych drużyn z regionu, bowiem w I lidze państwowej występowały drużyny Warty i ZKK Poznań.
W 1949 roku powstała II liga państwowa, gdzie występowała drużyna Ostrovii Ostrów Wielkopolski.
| sezon   | klasa rozgrywek | Mistrz                | Wicemistrz      | III miejsce    |
| ------- | --------------- | --------------------- | --------------- | -------------- |
| 1947/48 | Klasa A         | Ostrovia Ostrów Wlkp. | Dąb Poznań      | nie wyłoniono  |
| 1948/49 | Klasa A         | Polonia Leszno        | Luboński KS     | nie wyłoniono  |
| 1949/50 | Klasa A         | Budowlani Poznań      | Polonia Leszno  | nie wyłoniono  |
| 1950/51 | liga okręgowa   | Polonia Leszno        | Warta II Poznań | Calisia Kalisz |
| 1951/52 | liga okręgowa   | Calisia Kalisz        | Warta II Poznań | nie wyłoniono  |

## Lata 1953-1974
W latach 1953–1955 powstała ligę międzywojewódzką, dokąd znów odeszły dalsze drużyny: Calisia Kalisz, Budowlani Poznań, Olimpia Poznań, Stella Gniezno, Ogniwo Poznań, Polonia Leszno, Kolejarz Kępno oraz Prosna Kalisz. Przez te trzy lata konfrontacja w okręgu już nie dotyczyła wszystkich najlepszych drużyn z Wielkopolski. Jednak już od 1956 roku, do sezonu 1965/1966 liga okręgowa odzyskuje swoją rangę i na powrót dochodzi do konfrontacji najsilniejszych klubów Wielkopolskich.
Bezprecedensowy jest sezon 1964/1965, gdzie Wielkopolska nie ma żadnego przedstawiciela ani w I, ani w II lidze - wszystkie najlepsze zespoły grają w lidze okręgowej.
W sezonie 1966/1967 ponownie jednak utworzono ligę międzywojewódzką i ponownie przez odejście kilku drużyn, znaczenie ligi okręgowej maleje.
| sezon   | klasa rozgrywek | Mistrz            | Wicemistrz                | III miejsce               |
| ------- | --------------- | ----------------- | ------------------------- | ------------------------- |
| 1953    | Klasa A         | Kolejarz Kępno    | Grunwald Poznań           | San Poznań                |
| 1954    | Klasa A         | Prosna Kalisz     | Sparta Luboń              | nie wyłoniono             |
| 1955    | Klasa A         | Sparta Mosina     | Kolejarz Ostrów Wlkp.     | nie wyłoniono             |
| 1956    | liga okręgowa   | Calisia Kalisz    | Polonia Leszno            | Sparta Luboń              |
| 1957    | liga okręgowa   | Olimpia Poznań    | Polonia Poznań            | Luboński KS Luboń         |
| 1958    | liga okręgowa   | Olimpia Poznań    | Polonia Leszno            | Dyskobolia Grodzisk Wlkp. |
| 1959    | liga okręgowa   | Polonia Poznań    | Prosna Kalisz             | Zjednoczeni Września      |
| 1960    | liga okręgowa   | Górnik Konin      | Dyskobolia Grodzisk Wlkp. | Grunwald Poznań           |
| 1960/61 | liga okręgowa   | Warta Poznań      | Grunwald Poznań           | Polonia Poznań            |
| 1961/62 | liga okręgowa   | Olimpia Poznań    | Warta Poznań              | Grunwald Poznań           |
| 1962/63 | liga okręgowa   | Olimpia Poznań    | Warta Poznań              | Zjednoczeni Września      |
| 1963/64 | liga okręgowa   | Warta Poznań      | Olimpia Poznań            | Grunwald Poznań           |
| 1964/65 | liga okręgowa   | Lech Poznań       | Olimpia Poznań            | Warta Poznań              |
| 1965/66 | liga okręgowa   | Olimpia Poznań    | Warta Poznań              | Włókniarz-Tur Turek       |
| 1966/67 | liga okręgowa   | Górnik Konin      | Lech II Poznań            | Stella Gniezno            |
| 1967/68 | liga okręgowa   | Lech II Poznań    | Polonia Poznań            |                           |
| 1968/69 | liga okręgowa   | Calisia Kalisz    | Grunwald Poznań           |                           |
| 1969/70 | liga okręgowa   | Przemysław Poznań | KKS Kępno                 | Tur Turek                 |
| 1970/71 | liga okręgowa   | Zagłębie Konin    | Lech II Poznań            | Ostrovia Ostrów           |
| 1971/72 | liga okręgowa   | Polonia Poznań    | Sparta Szamotuły          | Lech II Poznań            |
| 1972/73 | liga okręgowa   | Lech II Poznań    | Grunwald Poznań           | Ostrovia Ostrów           |
| 1973/74 | liga okręgowa   | Olimpia Poznań    | Zagłębie Konin            | Warta II Poznań           |

## Lata 1974-1976
W roku 1974 poznańską ligę okręgową podzielono na dwie odrębne: kaliską i poznańską, które w tej formule przetrwały zaledwie dwa sezony.

### kaliska liga okręgowa
| sezon   | klasa rozgrywek | Mistrz           | Wicemistrz      | III miejsce     |
| ------- | --------------- | ---------------- | --------------- | --------------- |
| 1974/75 | liga okręgowa   | Włókniarz Kalisz | Zagłębie Konin  | Grunwald Poznań |
| 1975/76 | liga okręgowa   | Zagłębie Konin   | Ostrovia Ostrów | Mieszko Gniezno |

### poznańska liga okręgowa
| sezon   | klasa rozgrywek | Mistrz           | Wicemistrz       | III miejsce    |
| ------- | --------------- | ---------------- | ---------------- | -------------- |
| 1974/75 | liga okręgowa   | Polonia Poznań   | Sparta Szamotuły | Lech II Poznań |
| 1975/76 | liga okręgowa   | Sparta Szamotuły | Grunwald Poznań  | Warta Poznań   |

## Lata 1976-2000
W roku 1976 pięć nowych województw wielkopolskich powołało swoje okręgi (kaliski, koniński, leszczyński, pilski oraz poznański), które wyłaniały swoich mistrzów aż do kolejnej reorganizacji rozgrywek w 2000 roku.

### okręg kaliski
brak informacji

### okręg koniński
| sezon     | klasa rozgrywek | mistrz             | wicemistrz       | III miejsce         | uwagi |
| --------- | --------------- | ------------------ | ---------------- | ------------------- | --- |
| 1977/77   | Liga Okręgowa   |                    | Olimpia Koło     |                     | |
| 1977/78   | Liga Okręgowa   | Zagłębie Konin     | Vitcovia Witkowo |                     | |
| 1978/79   | Liga Okręgowa   |                    | Olimpia Koło     |                     | |
| 1979/80   | Kl-A            | Olimpia Koło       |                  |                     | (w tym okresie utworzono Ligę Międzyokręgową konińsko-płocko-skierniewicko-włocławską i mistrza okręgu wyłaniała Kl-A. |
| 1979/80   | Kl-A            |                    |                  |                     | |
| 1980/81   | Kl-A            |                    |                  |                     | |
| 1981/82   | Kl-A            |                    |                  |                     | |
| 1982/83   | Kl-A            |                    |                  |                     | |
| 1983/84   | Kl-A            |                    |                  |                     | |
| 1984/85   | Kl-A            | Olimpia Koło       |                  |                     | |
| 1985/86   | Kl-A            |                    |                  |                     | |
| 1986/87   | Kl-A            | Sokół Kleczew      | Tur Turek        |                     | |
| 1987/88   | Kl-A            | Górnik Kłodawa     | Tur Turek        |                     | |
| 1988/89   | Kl-A            |                    |                  | Tur Turek           | |
| 1989/90   | Kl-A            | Tur Turek          |                  | Olimpia Koło        | |
| 1990/91   | Kl-A            |                    |                  |                     | |
| 1991/92   | Kl-A            |                    |                  |                     | |
| 1992/93   | Kl-A            |                    |                  |                     | |
| 1993/94   | Kl-A            |                    |                  | Olimpia Koło        | |
| 1994/95   | Kl-A            |                    |                  | Olimpia Koło        | |
| 1995/96   | Kl-A            | Tur Turek          |                  |                     | |
| 1996/97   | Kl-A            |                    |                  |                     | |
| 1997/98   | Kl-A            | Aluminium II Konin |                  |                     | |
| 1998/99   | Kl-A            | Olimpia Koło       | Tur Turek        | Tulisia Tuliszków   | |
| !999/2000 | Kl-A            | Tur Turek          | Zryw Dąbie       | Zjednoczeni Zagórów | |

brak pełnych informacji

### okręg leszczyński
| sezon     | klasa rozrywek                                           | mistrz         | wicemistrz   | III miejsce        | uwagi                         |
| --------- | -------------------------------------------------------- | -------------- | ------------ | ------------------ | ----------------------------- |
| 1976/77   | klasa okręgowa                                           |                |              |                    |                               |
| 1977/78   | klasa okręgowa                                           | Obra Kościan   |              |                    |                               |
| 1978/79   | klasa okręgowa                                           | Polonia Leszno | Kania Gostyń | Dąbroczanka Pępowo |                               |
| 1979/80   | klasa okręgowa                                           | Polonia Leszno |              |                    | awans do III ligi po barażach |
| 1980/81   | klasa międzywojewódzka ( okręg Leszno-Zielona Góra       |                |              |                    |                               |
| 1981/1982 | klasa międzywojewódzka okręg Leszno-Zielona Góra-Legnica |                |              |                    |                               |

### okręg pilski
brak informacji

### okręg poznański
| sezon   | klasa rozgrywek | Mistrz                 | Wicemistrz                 | III miejsce                | uwagi                            |
| ------- | --------------- | ---------------------- | -------------------------- | -------------------------- | -------------------------------- |
| 1976/77 | liga okręgowa   | Admira Poznań          |                            |                            | awans do ligi międzywojewódzkiej |
| 1977/78 | liga okręgowa   | Lech II Poznań         | Warta II Poznań            | Warta Śrem                 | awans do ligi międzywojewódzkiej |
| 1978/79 | liga okręgowa   | Admira Poznań          | Unia Swarzędz              | Warta II Poznań            | awans do ligi międzywojewódzkiej |
| 1979/80 | liga okręgowa   | Lech II Poznań         | Sparta Szamotuły           | Polonia Poznań             |                                  |
| 1980/81 | liga okręgowa   | Lech II Poznań         | Sparta Szamotuły           | Admira Poznań              |                                  |
| 1981/82 | liga okręgowa   | Grunwald Poznań        | Sparta Szamotuły           | Lech II Poznań             | awans do ligi międzywojewódzkiej |
| 1982/83 | liga okręgowa   | Lech II Poznań         | Admira Poznań              | Sparta Szamotuły           | awans do ligi międzywojewódzkiej |
| 1983/84 | liga okręgowa   | Grunwald Poznań        | Mieszko Gniezno            | Concordia Murowana Goślina | awans do ligi międzywojewódzkiej |
| 1984/85 | liga okręgowa   | Sparta Szamotuły       | Concordia Murowana Goślina |                            | awans do ligi międzywojewódzkiej |
| 1985/86 | liga okręgowa   | Olimpia II Poznań      |                            |                            | awans do ligi międzywojewódzkiej |
| 1986/87 | liga okręgowa   | Sparta Szamotuły       | Mieszko Gniezno            | Admira Poznań              | awans do ligi międzywojewódzkiej |
| 1987/88 | liga okręgowa   | Mieszko Gniezno        | Olimpia II Poznań          | Lech II Poznań             | awans do ligi międzywojewódzkiej |
| 1988/89 | liga okręgowa   | Lech II Poznań         | Olimpia II Poznań          | Victoria Września          | awans do ligi międzywojewódzkiej |
| 1989/90 | liga okręgowa   | Kotwica Kórnik         | Victoria Września          | Polonia Poznań             | awans do ligi międzywojewódzkiej |
| 1990/91 | liga okręgowa   | Sokół Pniewy           | Budowlani Nowy Tomyśl      | Polonia Poznań             | awans                            |
| 1991/92 | liga okręgowa   | Unia Swarzędz          | Polonia Środa Wielkopolska | Herbapol Klęka             | awans                            |
| 1992/93 | liga okręgowa   | Polonia Poznań         | Warta II Poznań            | Obra Mosina                | awans                            |
| 1993/94 | liga okręgowa   | Amica II Wronki        | Miliarder II Pniewy        | Sokól Rakoniewice          | awans                            |
| 1994/95 | liga okręgowa   | Kłos Zaniemyśl         | Lechia Kostrzyn            | Orkan Żydowo               |                                  |
| 1995/96 | liga okręgowa   | Sokół II Pniewy        | Unia Swarzędz              | Tarnovia Tarnowo Podgórne  | awans Unii                       |
| 1996/97 | liga okręgowa   | Dyskobolia II Grodzisk | Olimpia Poznań             | Pogoń Lwówek               |                                  |
| 1997/98 | liga okręgowa   | ?                      |                            |                            |                                  |
| 1998/99 | liga okręgowa   | Kotwica Kórnik         | Instalgaz Sielinko         | Herbapol Klęka             |                                  |
| 1999/00 | liga okręgowa   | Huragan Pobiedziska    |                            |                            |                                  |

## Lata 2000-2008
Reorganizacja rozgrywek w 2000 roku, powołała do życia IV ligę. Skupiła ona wszystkie drużyny z całego, rozproszonego dotąd regionu, jednakże podzielona została na dwie grupy: południową i północną. O mistrzostwie decydował dwumecz pomiędzy zwycięzcami grup, będący faktycznie barażem o awans do III ligi (grupa 2).
| sezon     | klasa rozgrywkowa | Mistrz           | Wicemistrz                    | uwagi                                  |
| --------- | ----------------- | ---------------- | ----------------------------- | -------------------------------------- |
| 2000/2001 | IV liga           | Aluminium Konin  | Lech II Poznań                | awans mistrza do III ligi              |
| 2001/2002 | IV liga           | Tur Turek        | Polonia Środa Wielkopolska    | awans mistrza do III ligi              |
| 2002/2003 | IV liga           | Mieszko Gniezno  | Astra Krotoszyn               | awans mistrza do III ligi              |
| 2003/2004 | IV liga           | Lech II Poznań   | Jarota Jarocin                | awans mistrza do III ligi              |
| 2004/2005 | IV liga           | Kania Gostyń     | Nielba Wągrowiec              | awans mistrza do III ligi              |
| 2005/2006 | IV liga           | Jarota Jarocin   | Nielba Wągrowiec              | awans mistrza do III ligi              |
| 2006/2007 | IV liga           | Nielba Wągrowiec | Piast Kobylin                 | awans mistrza do III ligi              |
| 2007/2008 | IV liga           | Aluminium Konin  | Sparta Oborniki Wielkopolskie | awans mistrza do baraży o nową II ligę |

     grupa południowa
     grupa północna

## Od 2008
Po kolejnej reorganizacji rozgrywek w 2008 roku mistrzowie obu grup IV ligi nie mają konieczności rozgrywania barażu o awans do wyższej klasy rozgrywkowej.
| sezon     | klasa rozgrywkowa | Mistrz                       | Wicemistrz                 | III miejsce            | uwagi                     |
| --------- | ----------------- | ---------------------------- | -------------------------- | ---------------------- | ------------------------- |
| 2008/2009 | IV liga           | Calisia Kalisz               | Sokół Kleczew              | Płomyk Koźminiec       | awans mistrza do III ligi |
| 2008/2009 | IV liga           | Lubuszanin Trzcianka         | Sokół Pniewy               | TS 1998 Dopiewo        | awans mistrza do III ligi |
| 2009/2010 | IV liga           | Piast Kobylin                | Płomyk Koźminiec           | Stal Pleszew           | awans mistrza do III ligi |
| 2009/2010 | IV liga           | TS 1998 Dopiewo              | Polonia Środa Wielkopolska | 1922 Lechia Kostrzyn   | awans mistrza do III ligi |
| 2010/2011 | IV liga           | Sokół Kleczew                | Centra Ostrów Wielkopolski | Płomyk Koźminiec       | awans mistrza do III ligi |
| 2010/2011 | IV liga           | Polonia Środa Wielkopolska   | 1922 Lechia Kostrzyn       | Leśnik Margonin        | awans mistrza do III ligi |
| 2011/2012 | IV liga           | Ostrovia Ostrów Wielkopolski | Centra Ostrów Wielkopolski | Płomyk Kożminiec       | awans mistrza do III ligi |
| 2011/2012 | IV liga           | Luboński FC Luboń            | Grom Plewiska              | Błękitni Owińska       | awans mistrza do III ligi |
| 2012/2013 | IV liga           | Centra Ostrów Wielkopolski   | Dąbroczanka Pępowo         | SKP Słupca             | awans mistrza do III ligi |
| 2012/2013 | IV liga           | Grom Plewiska                | 1922 Lechia Kostrzyn       | Warta Międzychód       | awans mistrza do III ligi |
| 2013/2014 | IV liga           | Victoria Września            | Dąbroczanka Pępowo         | Górnik Konin           | awans mistrza do III ligi |
| 2013/2014 | IV liga           | Tarnovia Tarnowo Podgórne    | Sparta Oborniki            | Warta Międzychód       | awans mistrza do III ligi |
| 2014/2015 | IV liga           | KKS 1925 Kalisz              | LKS Ślesin                 | Polonia Leszno         | awans mistrza do III ligi |
| 2014/2015 | IV liga           | Pelikan Niechanowo           | Lubuszanin Trzcianka       | Zjednoczeni Trzemeszno | awans mistrza do III ligi |
| 2015/2016 | IV liga           | Górnik Konin                 | Obra Kościan               | Victoria Września      | awans mistrza do III ligi |
| 2015/2016 | IV liga           | Warta Międzychód             | Iskra Szydłowo             | Lubuszanin Trzcianka   | awans mistrza do III ligi |

     grupa południowa
     grupa północna